# Оушънсайд (Калифорния)
Оушънсайд (на английски: Oceanside) е град в окръг Сан Диего в щата Калифорния, САЩ. Оушънсайд е с население от 173 303 жители (2000) и обща площ от 107,70 км² (41,60 мили²).

## Личности
- Денѝс Ричардс, актриса